# Morozovelloides
Morozovelloides es un género de foraminífero planctónico de la familia Truncorotaloididae, de la superfamilia Globorotalioidea, del suborden Globigerinina y del orden Globigerinida. Su especie tipo es Globorotalia lehneri. Su rango cronoestratigráfico abarca el Luteciense (Eoceno medio).

## Descripción
Morozovelloides incluía especies con conchas trocoespiraladas, de forma biconvexa; sus cámaras eran romboidales comprimidas a subcónicas; sus suturas intercamerales eran generalmente incididas; su contorno ecuatorial era lobulado, y de subredondeado a subcuadrado; su periferia era aguda, con muricocarena discontinua; su ombligo era amplio y profundo; su abertura principal era interiomarginal, umbilica-extraumbilical o extraumbilical, con forma de arco bajo asimétrico; presentaban pared calcítica hialina, macroperforada con poros en copa, y superficie muricada, especialmente alrededor del ombligo (hombreras umbilicales).

## Discusión
Clasificaciones posteriores han incluido Morozovelloides en la familia Truncorotaloidinoidea. Las especies de Morozovelloides han sido tradicionalmente incluidas en Morozovella.

## Paleoecología
Morozovelloides incluía especies con un modo de vida planctónico (con simbiontes), de distribución latitudinal cosmopolita, preferentemente tropical-subtropical, y habitantes pelágicos de aguas superficiales (medio epipelágico).

## Clasificación
Morozovelloides incluye a las siguientes especies:
- Morozovelloides bandyi †
- Morozovelloides coronatus †
- Morozovelloides crassatus †
- Morozovelloides lehneri †